# Fêtes du Pilar
Les fêtes du Pilar (Fiestas del Pilar) sont une série de célébrations organisées chaque année autour du 12 octobre à Saragosse en Espagne en hommage au culte de la Vierge du Pilier.

## Histoire
Depuis 1958, le don de fleurs fait officiellement partie de l'évènement.
L'édition 2020 fut annulée, et les fêtes furent organisées « à bas bruits » en 2021.

## Description
Les fêtes du Pilar célèbrent le culte de la Vierge du Pilier. Une vierge du pilier gît au centre de la basilique Notre-Dame-du-Pilier de Saragosse. Les fêtes sont organisées autour du 12 octobre de chaque année, date d'anniversaire de l'arrivée de Christophe Colomb en Amérique.

## Pregón
Le Pregón est le discours officiel d'ouverture des fêtes. Il est prononcé chaque année par une personnalité différente. 
- 2019 - B vocal
- 2018 - L. Mercerón, S. Sáiz, T. García, Mª Jesús Lázaro, Mª Jesús Lorente, C. García y J. Iordachescu
- 2017 - Kase.O [2]
- 2016 - Luisa Gavasa [3]
- 2015 - Carmen París
- 2014 - Braulio Cantera
- 2013 - Oregón Televisión
- 2012 - Teresa Perales
- 2011 - Plácido Díez
- 2010 - Álvaro Arbeloa
- 2009 - José Antonio Labordeta
- 2008 - Guillermo Herrera
- 2007 - Lita Claver "la Maña"
- 2006 - Amaral
- 2005 - César Láinez
- 2004 - Javier Coronas
- 2003 - Carlos Pauner
- 2002 - Enrique Bunbury
- 2001 - Bigas Luna
- 2000 - Javier González Ferrari
- 1999 - Andoni Cedrún
- 1998 - Paco Ortiz
- 1997 - Raúl Gracia "el Tato"
- 1996 - Imperio Argentina
- 1995 - Arantxa Argüelles
- 1994 - Víctor Fernández
- 1993 - Fernando Escartín
- 1992 - Epi
- 1991 - Pilar Lorengar
- 1990 - Soledad Puértolas
- 1989 - Javier Tomeo
- 1988 - Eduardo Foncillas
- 1987 - Luis del Val
- 1986 - José Luis Borau
- 1985 - Javier Moracho
- 1984 - Antonio Saura
- 1983 - Conchita Buñuel
- 1982 - Antonio Mingote
- 1981 - Francisco Yndurain
- 1980 - Ildefonso Manuel Gil

## Corrida
Dans les arènes de Saragosse (arènes de la Misericordia), au cours des fêtes du Pilar, se déroulent des corridas, depuis 1764, date à laquelle fut construit le premier édifice taurin inauguré par le torero Martincho.

Une deuxième arène a été construite en 1895, puis remaniée en 1917 pour contenir 13 000 spectateurs. Lors de la feria del Pilar de 1988, on a utilisé pour la première fois une couverture de la plaza qui permet d'assister aux spectacles par tous les temps.

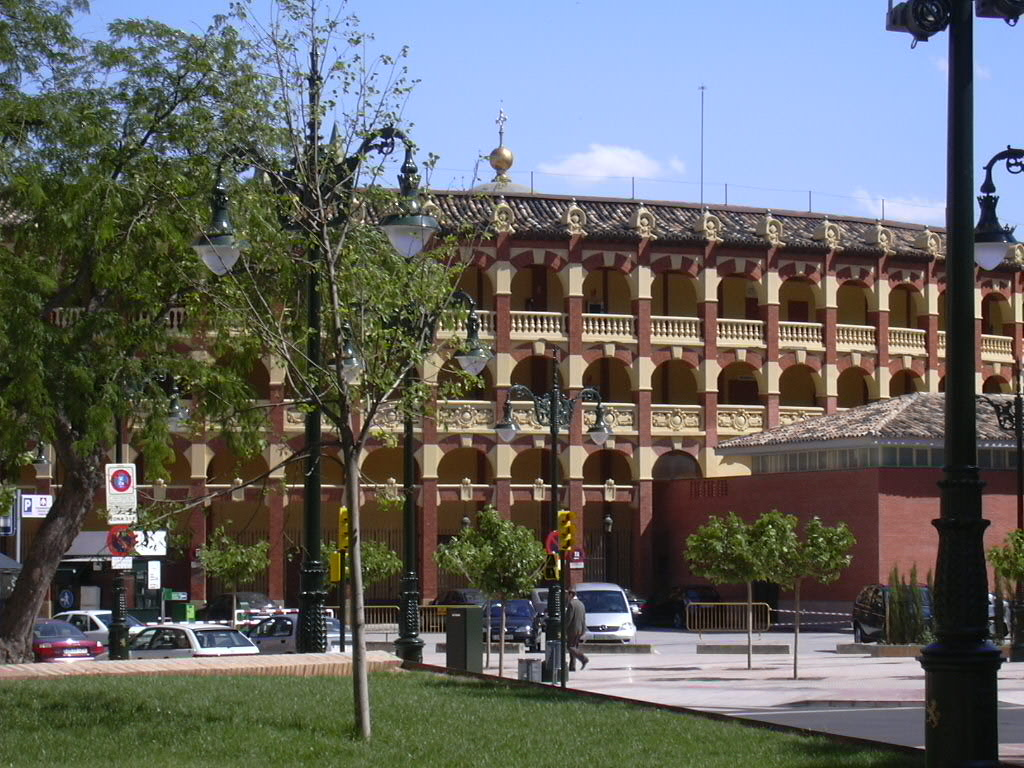
Arènes de la Misericordia.
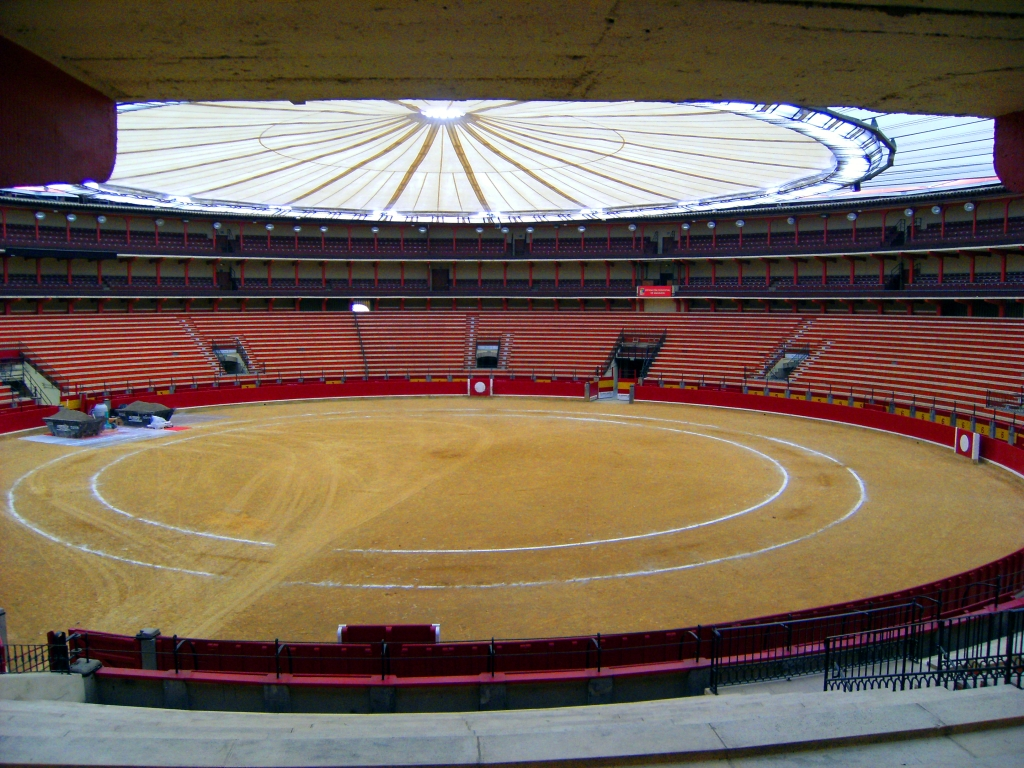
Arènes couvertes.